# ヤープ・シュレーダー
ヤープ・シュレーダー（Jaap Schröder, 1925年12月31日 - 2019年12月31日）は、オランダのヴァイオリン奏者、指揮者。

## 経歴・人物
オランダ・アムステルダム出身。
1943年から1947年までアムステルダム音楽院でヨス・デ・クレルクにヴァイオリンを学び、卒業後はパリでジャン・パスキエ、ジョゼフ・カルヴェやジャック・ティボーらの教えを受けた。
1952年からオランダ弦楽四重奏団を主宰し、ヒルヴェルサム放送の室内管弦楽団のコンサートマスターを務めた。1960年代からグスタフ・レオンハルトらと交流し、エステルハージ四重奏団を組織したり、コンチェルト・アムステルダムに参加したりして古楽器への理解を深めていった。
1973年にはバーゼル・スコラ・カントルムに招かれ、ヴァイオリンの古楽器奏法を講じるようになった。1981年にはクリストファー・ホグウッドに請われてエンシェント室内管弦楽団のコンサートマスターとなった。
2019年12月31日、死去。94歳没。生没同日であった。